# Partido Convergencia Democrática-Grupo de Reflexión
El Partido de Convergencia Democrática-Grupo de Reflexión (en portugués: Partido de Convergência Democrática-Grupa de Reflexão), a menudo abreviado como PGD-GR es un partido político de Santo Tomé y Príncipe. Se define como un partido conservador de derecha, pero politólogos como Gerhard Seibert opinan que, dado que el sistema multipartidista del país se guía generalmente por el clientelismo político, la ideología es un tema secundario. Su actual líder es Leonel Mário d'Alva.
Fundado el 4 de noviembre de 1990 por miembros disidentes del Movimiento para la Liberación de Santo Tomé y Príncipe, independientes y jóvenes, el partido obtuvo el 54% de los votos en las elecciones legislativas de 1991, obteniendo 33 de los 55 escaños de la Asamblea Nacional. Perdió las elecciones de 1994 con solo el 24% de los votos y 14 escaños, que fueron reducidos a 8 en 1998. Formó entre 2002 y 2006 una alianza con el Movimiento Democrático de las Fuerzas del Cambio-Partido Liberal, que obtuvo 23 escaños. En 2010 obtuvo siete escaños con el 13% de los votos, que posteriormente se reducirían a 5 en 2014.